# Chu Yo-han
Chu Yo-han (14 de octubre de 1900 - 17 de noviembre de 1979) fue un poeta coreano del siglo XX.

## Biografía
Chu nació en Pionyang en lo que era entonces la Dinastía Joseon. Fue a la escuela primaria en Pionyang y a la secundaria en la Academia Meiji en Japón. En mayo de 1919 se exilió en Shanghái, donde fue periodista para el periódico del gobierno provisional Dongnipsinmun. Durante este tiempo se encontró con Ahn Changho y Lee Gwangsu. Mientras estaba en el exilio en Shanghái, fue a la Universidad Hujiang para estudiar Química. Se graduó en 1925. Fue el editor de La creación, la primera revista literaria de Corea. y fue una de las figuras destacadas del movimiento Nueva Poesía. En 1979 el gobierno de Corea del Sur lo condecoró de forma póstuma con la Flor Mugunghwa. Asimismo, compuso varios himnos, lo que contribuyó al desarrollo de la música de iglesia en Corea.

## Obras
Chu Yo-han está considerado un poeta representativo de los años 20 y 30 y su obra se puede dividir entre los poemas escritos antes de su exilio en Shanghái y los escritos después. Los primeros poemas, escritos durante sus años en Japón, muestran la influencia de la poesía occidental moderna y japonesa. La influencia del poeta simbolista Paul Fort es especialmente evidente en poemas como "Jugando con fuego" (Bullori): en un estilo claro y límpido registra detalladas impresiones y consigue transmitir inmediatez sensual.
Su obra como un todo muestra un alejamiento gradual de las formas de la poesía occidental y un acercamiento a la poesía tradicional coreana. Como Kim Eok, fue una figura destacada de la literatura coreana que vuelve de la poesía occidental a la poesía coreana.

## Obra en coreano (lista parcial)
Poemas
- “Jugando con fuego” (Bullori)
- "Una historia de Shanghái” (Sanghae iyagi)
- “Muchacha china” (Chaina sonyeo)
- “En el parque” (Gongwoneseo)
- “A quien va a escribir una canción” (Noraereul jieusillyeoneun iege)